# Mulgund (Rural), Gadag
Mulgund (Rural) là một làng thuộc tehsil Gadag, huyện Gadag, bang Karnataka, Ấn Độ.